# Сомраби (Тренто)
Сомраби је насеље у Италији у округу Тренто, региону Трентино-Јужни Тирол.
Према процени из 2011. у насељу је живело 91 становника. Насеље се налази на надморској висини од 1351 м.